# Скобельська Манола Андріївна
Манола Андріївна Скобельська (23 липня 2003) — українська борчиня вільного стилю, чемпіонка Європи і України. Майстер спорту України міжнародного класу.

## Спортивні досягнення
- 2021:
  - Чемпіонат Європи зі спортивної боротьби U20 (Дортмунд, Німеччина) —  Золото
- 2022:
  - Чемпіонат Європи зі спортивної боротьби U20 (Рим, Італія) —  Золото[1]
  - Чемпіонат світу зі спортивної боротьби U23 (Понтеведра, Іспанія) —  Бронза
  - Чемпіонат України з боротьби U20 (Коломия) —  Золото
- 2023:
  - Чемпіонат України з боротьби (Львів) —  Бронза[2]
  - Чемпіонат Європи зі спортивної боротьби U20 (Сантьяго-де-Компостела, Іспанія) —  Золото[3]